# Спектор, Тимоти
Ти́моти Дэ́вид Спе́ктор  (англ. Tim Spector; род. в июле 1958 года), FMedSci, британский эпидемиолог и научный писатель. 

## Биография
Тим Спектор - профессор генетической эпидемиологии и директор реестра TwinsUK в Королевском колледже в Лондоне.  Специалист в области исследований близнецов, генетики, эпигенетики, микробиома и диеты.  

## Миф о диете
Спектор является автором книги "Миф о диете: настоящая наука о том, что мы едим",  вышедшей в 2015 году.  Книга объясняет, как кишечные микробиоты взаимодействуют с различными диетическими привычками и как кишечный микробиом может определять здоровье и долголетие.     Этот труд получил положительные отзывы в научных журналах.   Спектор выступает за диету, которая увеличивает разнообразие кишечных микробов. Для этого он рекомендует увеличить содержание клетчатки, избегать нежелательной и обработанной пищи и экспериментировать с различными свежими продуктами.  
Спектор выступал против обезжиренных и причудливых диет.   Он рекомендует разнообразную средиземноморскую диету с высоким содержанием клетчатки и большим количеством орехов и овощей.   

## ИсследованияCOVID-19
Команда профессора Тима Спектора разработала приложение COVID Symptom Study для отслеживания симптомов коронавируса. Программу скачали больше 3 млн человек. Из данных, собранных приложением, следует, что около 10% пользователей отмечали симптомы коронавируса спустя 25 дней после первой отметки, около 5% — спустя месяц. «Я изучал сотни болезней, и эта — самая необычная. Кто-нибудь должен срочно проводить исследования этих людей», — заявил Спектор.

## Избранные публикации
- Identically Different: почему вы можете изменить свои гены. 2012. [17]
- The Diet Myth: The Real Science Behind What We Eat. 2015.
Русское издание: Тим Спектор. Мифы о диетах. Наука о том, что мы едим / Перевод с английского О. Поборцевой. — М.: Манн, Иванов и Фербер, 2020. — 352 с. — ISBN 978-5-00169-113-6.
- Сергей Коленов. Профессор Тим Спектор: «[[COVID-19]] — самая странная болезнь, с которой я сталкивался». Хайтек+ (18 мая 2020). Дата обращения: 21 мая 2020.